# Плавецке Підграддя
Плавецке Підграддя (словац. Plavecké Podhradie) — село, громада округу Малацки, Братиславський край, південно-західна Словаччина, регіон Загоріє. Кадастрова площа громади — 21,19 км².
Населення 655 осіб (станом на 31 грудня 2017 року).

## Історія
Плавецке Підграддя згадується в 1247 році.

## Населення
| Рік:            | 1994. | 2004.   | 2014.   | 2024.   |
| --------------- | ----- | ------- | ------- | ------- |
| Кількість осіб: | 692   | 696     | 674     | 727     |
| Різниця:        |       | +0,57 % | -3,16 % | +7,86 % |

| Рік:            | 2023. | 2024.   |
| --------------- | ----- | ------- |
| Кількість осіб: | 719   | 727     |
| Різниця:        |       | +1,11 % |